# Albergínia bonica

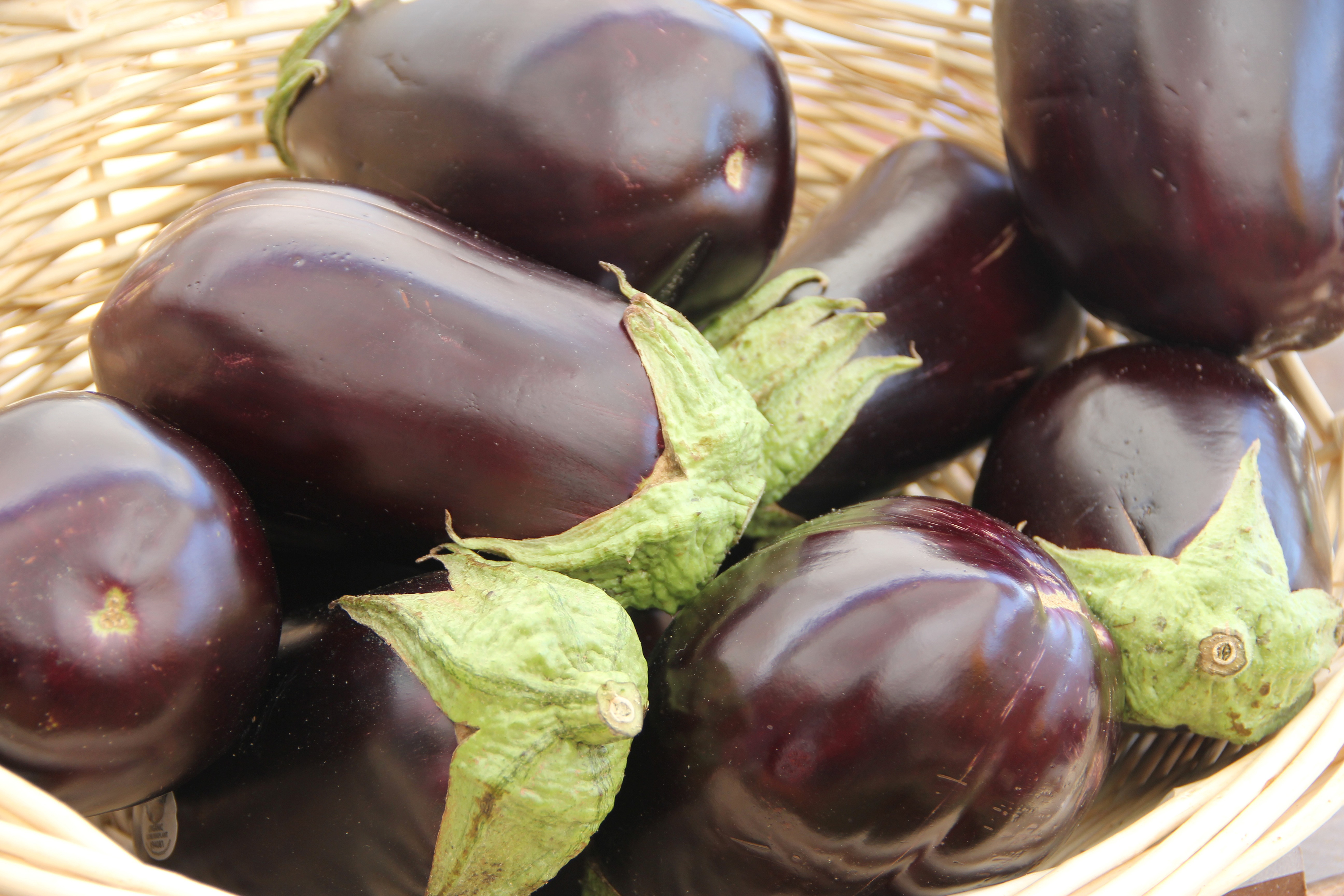
Albergínia bonica

L'albergínia bonica és una varietat local que només es conrea a una desena d'hortes empordaneses. Aquesta varietat d'albergínia presenta una forma arrodonida-ovalada i una coloració morada molt fosca i brillant. La polpa és blanquinosa, amb petites llavors a l'interior, i té un característic gust suau, gens amargant. Aquesta hortalissa admet diverses preparacions, i una de les més comunes és fer-la escalivada al costat del pebrot i la ceba. També és freqüent cuinar-la farcida de carn i gratinada o fer-la arrebossada.

## Atributs i propietats nutricionals
El 92% de l'albergínia és aigua i, per tant, aporta poca energia. Destaca l'aportació de fibra sobretot si també s'utilitza la pell. Pel que fa als minerals, el potassi és el més abundant però també conté fòsfor, calci, magnesi i ferro. Les vitamines més destacables són la vitamina B₁₂ i la vitamina C.